# Sportler des Jahres 2010 (Deutschland)
Die Sportler des Jahres 2010 in Deutschland wurden von rund 1300 Fachjournalisten gewählt und am 19. Dezember im Kurhaus von Baden-Baden ausgezeichnet. Veranstaltet wurde die Wahl zum 64. Mal von der Internationalen Sport-Korrespondenz (ISK). Zusätzlich wurde Britta Steffen mit dem Sparkassenpreis 2010 für ihre Erfolge und ihr Engagement ausgezeichnet, mit dem sie ein Vorbild für junge Sportler ist.

## Männer
| Platz | Sportler         | Sportart       | Punkte | Erfolge 2010                                       |
| ----- | ---------------- | -------------- | ------ | -------------------------------------------------- |
| 1.    | Sebastian Vettel | Motorsport     | 4288   | Formel-1-Weltmeister                               |
| 2.    | Timo Boll        | Tischtennis    | 2088   | Europameister Einzel, Doppel und Mannschaft        |
| 3.    | Martin Kaymer    | Golf           | 1763   | Ryder-Cup-Sieger 2010, Sieger US PGA Championship  |
| 4.    | André Lange      | Bobsport       | 1437   | Zweier-Bob-Olympiasieger, Vierer-Bob-Europameister |
| 5.    | Christian Reif   | Leichtathletik | 0850   | Weitsprung-Europameister                           |
| 6.    | Paul Biedermann  | Schwimmen      | 0848   | Europameister über 200 Meter Freistil              |
| 7.    | Felix Loch       | Rodeln         | 0505   | Olympiasieger                                      |
| 8.    | Peter Joppich    | Fechten        | 0453   | Florett-Weltmeister                                |
| 9.    | Philipp Boy      | Kunstturnen    | 0437   | Europameister mit der Mannschaft                   |
| 10.   | Patrick Hausding | Wasserspringen | 0409   | Doppeleuropameister                                |

## Frauen
| Platz | Sportler            | Sportart             | Punkte | Erfolge 2010 |
| ----- | ------------------- | -------------------- | ------ | --- |
| 1.    | Maria Riesch        | Ski Alpin            | 3957   | Olympiasiegerin im Slalom und der Super-Kombination, Gewinnerin des Slalomweltcups                                                                                          |
| 2.    | Magdalena Neuner    | Biathlon             | 3921   | Olympiasiegerin in Verfolgung und Massenstart, Silbermedaille im Sprint, Weltmeisterin in der Mixed-Staffel, Siegerin im Gesamtweltcup, Massenstart- und Verfolgungsweltcup |
| 3.    | Verena Sailer       | Leichtathletik       | 1693   | 100 Meter – Europameisterin |
| 4.    | Verena Bentele      | Biathlon/Skilanglauf | 1258   | Fünffache Goldmedaillengewinnerin bei den Winter-Paralympics 2010 |
| 5.    | Viktoria Rebensburg | Ski Alpin            | 1105   | Olympiasiegerin im Riesenslalom |
| 6.    | Betty Heidler       | Leichtathletik       | 0656   | Europameisterin im Hammerwurf |
| 7.    | Jenny Wolf          | Eisschnelllauf       | 0624   | Gesamt-Weltcupsiegerin über 500 Meter, olympische Silbermedaillengewinnerin über 500 Meter                                                                                  |
| 8.    | Tatjana Hüfner      | Rodeln               | 0462   | Olympiasiegerin, Gesamtweltcup-Siegerin |
| 9.    | Stephanie Beckert   | Eisschnelllauf       | 0454   | Olympische Silbermedaille über 3000 und 5000 Meter, Team-Olympiasiegerin |
| 10.   | Linda Stahl         | Leichtathletik       | 0431   | Speerwurf-Europameisterin |

## Mannschaften
| Platz | Sportler | Sportart       | Punkte | Erfolge 2010                                                 |
| ----- | --- | -------------- | ------ | ------------------------------------------------------------ |
| 1.    | Fußballnationalmannschaft der Männer                                                                                            | Fußball        | 3436   | Weltmeisterschaftsdritter                                    |
| 2.    | Deutschland-Achter | Rudern         | 1738   | Weltmeister                                                  |
| 3.    | Deutsche Eishockeynationalmannschaft                                                                                            | Eishockey      | 1457   | Weltmeisterschaftsvierter                                    |
| 4.    | THW Kiel | Handball       | 1279   | Deutscher Handballmeister Champions-League-Sieger            |
| 5.    | FC Bayern München | Fußball        | 1199   | Deutscher Meister und Pokalsieger, Champions-League-Finalist |
| 6.    | Evi Sachenbacher-Stehle und Claudia Nystad                                                                                      | Skilanglauf    | 1182   | Olympiasieger im Teamsprint (Freistil)                       |
| 7.    | 1. FFC Turbine Potsdam | Fußball        | 0991   | Champions-League-Sieger, Deutscher Meister                   |
| 8.    | Nationalteam Herren (Patrick Baum, Timo Boll, Dimitrij Ovtcharov, Christian Süß)                                                | Tischtennis    | 0796   | Europameister                                                |
| 9.    | Springreiter-Equipe (Janne Friederike Meyer, Carsten-Otto Nagel, Meredith Michaels-Beerbaum, Marcus Ehning)                     | Springreiten   | 0601   | Weltmeister                                                  |
| 10.   | Mannschaftsverfolgungs-Team der Frauen (Daniela Anschütz-Thoms, Stephanie Beckert, Katrin Mattscherodt, Anni Friesinger-Postma) | Eisschnelllauf | 0565   | Olympiasieger                                                |